# Château de Barmoor
Le château de Barmoor est un château privé situé dans le comté du Northumberland au nord-est de l'Angleterre. Il est, depuis 2008, classé sur la liste des monuments en danger.

## La Famille Muschamp
Après la conquête normande, le manoir de Barmoor est attribué à la famille Muschamp, qui y construit une maison-tour. Édouard III d'Angleterre accorde le droit de fortifier la maison en 1341.
Un document de 1541 décrit la maison comme étant en ruine et à l'abandon, du fait des problèmes financiers des propriétaires. À la mort de Georges Muschamp en 1649, la maison est vendue à William Carr d'Étal pour satisfaire les créanciers.

## La famille Sitwell
Au XVIIIe siècle, la demeure change plusieurs fois de propriétaire. En 1791, elle est acquise par le Baron de Sitwell (en). Il engage l'architecte John Patterson (en) pour construire l'actuelle bâtisse en style néogothique, en se servant de l'ancienne. D'autres extensions sont engagées en 1890.

## La famille Hodgkin
De 1899 à 1913, le château de Barmoor fut la résidence de l'historien Thomas Hodgkin. 

## Source
- (en) Cet article est partiellement ou en totalité issu de l’article de Wikipédia en anglais intitulé « Barmoor Castle » (voir la liste des auteurs).